# باربی: زندگی در خانه رویایی
باربی: زندگی در خانهٔ رؤیایی (به انگلیسی: Barbie: Life in the Dreamhouse) یک سریال اینترنتی می‌باشد که مجموعه‌ای از فیلم‌های کوتاهٔ پویانمایی سی‌جی‌آی تهیه‌شده توسط آرک پروداکشنز و متل را دربر گرفته‌است. این سریال از ۱۰ ژانویهٔ سال ۲۰۱۲ تا ۲۷ نوامبر سال ۲۰۱۵ بر روی یوتیوب و وبگاهٔ رسمی باربی پخش می‌شد.